# Святий Пій I (Мікеланджело)
«Святи́й Пій І» (італ. San Pio) — одна із чотирьох мармурових статуй, створених італійським скульптором і художником Мікеланджело Буонарроті бл. 1501 —1504 рр., для вівтаря Пікколоміні Сієнського собору[а]. Первинно ця скульптура мала називатися «Святий Августин».

## Історія створення
Скульптура «Святий Пій І» призначалася для капели Пікколоміні у Сієнському собору. Мікеланджело підписав договір на п'ятнадцять статуй для вівтаря, які мали бути зроблені до 1504 року. Але тільки чотири статуї було виконано («Святий Павло», «Святий Петро», «Святий Григорій І» та «Святий Пій І»).
Ні Вазарі, ні Кондіві не згадують про ці роботи Мікеланджело. Лоуренс Дженкенс, професор Орлеанського університету, вважає, що Мікеланджело сам міг ставитися до цих робіт як результатів юності та поспіху. За Сімондзом, істориком культури, Мікеланджело можливо доробив статую «Святий Франциск» за П'єтро Торріджано, скільки ж його власного внеску було в інші 14 скульптур — складно сказати. Сімондз не вважає важливим досліджувати це питання, адже:
|  | (…) стиль робіт звичайний, а масштаб фігур неприємно присадкуватий і приземлений. Видається, що це майже неможливо, щоб ці духовні та нецікаві твори були створені в той самий час, що й Давид, і тією ж рукою Оригінальний текст (англ.) (…) the style of the work is conventional, and the scale of the figures disagreeably squat and dumpy. It seems almost impossible that these ecclesiastical and tame pieces should have been produced at the same time as the David and by the same hand |

## Опис

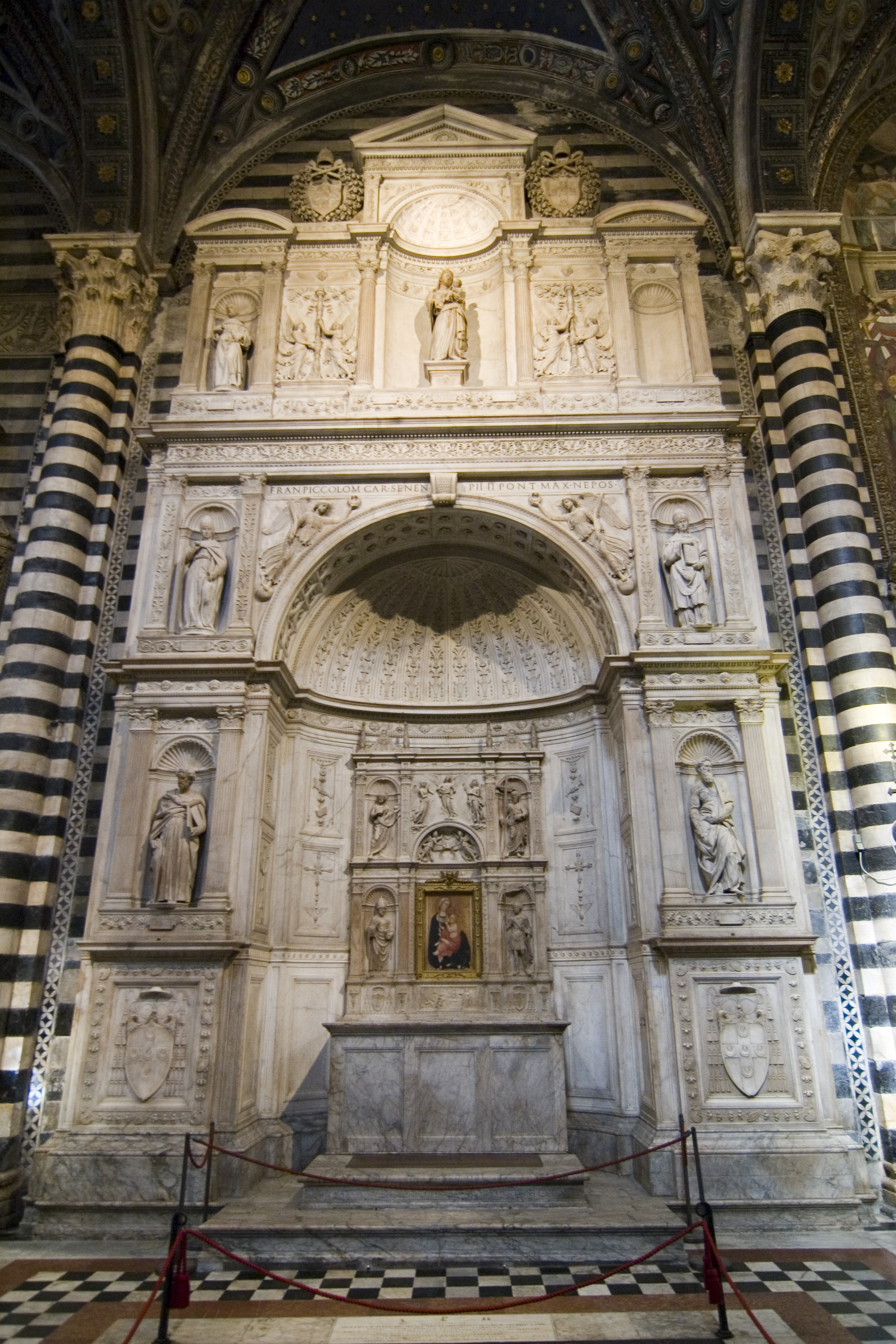
Вівтар Пікколоміні (Сієна)

Статуя зображає святого Пія. На голові святого — митра. Права рука піднята наче для благословення, а ліва рука притримує книгу та довгий одяг, щоб ступити крок. На плечах у нього плащ, скріплений фібулою.
Скульптура розташована на верхньому ярусі вівтаря, зліва, над «Святим Петром».

## Виноски
1. ↑  Эрпель, 1990, с. 13.
2. ↑  Lawrence Jenkens (англ.) . www.finearts.uno.edu. Архів оригіналу за 22 липня 2013. Процитовано 24 червня 2012. [Архівовано 2010-06-09 у Wayback Machine.]
3. 1 2  A. Lawrence Jenkens. Michelangelo, the Piccolomini and Cardinal Francesco's chapel in Siena Cathedral // The Burlington Magazine. — 2002. — Т. 144, вип. 1197 (грудень). — С. 752. (англ.)
4. 1 2  Symonds, vol.1, 1925, с. 88.
5. ↑  Hibbard, 1974, с. 50.

## Для подальшого читання
(праці наведено хронологічно)
- Friedrich Kriegbaum. Michelangelos Statuen am Piccolomini-Altar im Dom zu Siena // Jahrbuch der Preussischen Kunstsammlungen. — 1942. — Вип. 63. — С. 57 —78. (нім.)
- Wilhelm R. Valentiner. Michelangelo's Piccolomini Statuettes and the Madonna in  Bruges [1942] // Wilhelm R. Valentiner. Studies of Italian Renaissance Sculpture. — London, 1950. — С. 193 —223. (англ.)
- Enzo Carli. Michelangelo e Siena. — Roma : Editalia, 1964. — 97 с. (італ.)
- Harold R. Mancusi-Ungaro. Michelangelo: the Bruges Madonna and the Piccolomini altar. — London : New Haven and London, 1971. — 188 с. (англ.)